# Jon Kyl
Jon Llewellyn Kyl (Oakland, 25 aprile 1942) è un politico statunitense, senatore per lo stato dell'Arizona dal 1995 al 2013 e nuovamente dal 5 settembre 2018 al 3 gennaio 2019, in precedenza membro della Camera dei rappresentanti per lo stesso stato dal 1987 al 1995.

## Biografia
Il 4 settembre 2018 il governatore dell'Arizona Doug Ducey lo indica per occupare il seggio al Senato lasciato vacante dopo la morte di John McCain. Comunque, Kyl annuncia che si ritirerà il 3 gennaio 2019 quindi che non si candiderà alle elezioni del 3 novembre 2018.